# Вуктил (аеропорт)
Аеропорт «Вуктил» (рос. Аэропорт «Вуктыл») — аеропорт в Росії в Республіці Комі. Знаходиться за чотири кілометри на південний захід від міста Вуктил. Аеропорт може приймати легкі та невеликі пасажирсько-транспортні літаки Ан-2, Ан-24, Ан-28, Як-40 і служить у першу чергу для господарських цілей газовиків. Злітно-посадкова смуга вкрита асфальтобетоном і має розміри 1500×36 м. Основна авіакомпанія — Газпромавіа, оператор — Коміавіатранс. Працює щоденно з 4:00 до 15:00.

## Авіалінії та напрямки
| Авіакомпанія  | Пункт призначення |
| ------------- | ----------------- |
| Komiaviatrans | Сиктивкар         |